# L'Islam au péril des femmes
L'Islam au péril des femmes : une Anglaise en Turquie au XVIIIe siècle (Turkish Embassy Letters) est un recueil de 52 lettres écrites par Lady Mary Wortley Montagu sur ses voyages dans l'Empire ottoman entre 1716 et 1718. Rassemblées et révisées tout au long de sa vie, elles sont publiées pour la première fois en 1763 à titre posthume. 

## Historique
Mary Wortley Montagu est issue d'un milieu aristocratique anglais. Elle développe des relations avec des écrivains comme Alexander Pope. Elle se distingue déjà comme écrivaine épistolaire, poète et essayiste. 
Lady Mary se marie à Edward Wortley Montagu. Ce dernier est envoyé à Constantinople en 1716 comme ambassadeur à la cour de Turquie,. Lady Mary l'y suit et commence à raconter ses expériences dans ses lettres.

## Contenu
L'Islam au péril des femmes se compose de cinquante-deux lettres écrites depuis son logement à Constantinople et adressées à son entourage. La position de Mary Wortley Montagu lui permet d'avoir accès à des espaces interdits aux hommes comme les sérails et de fréquenter les femmes musulmanes. Ceci, ainsi que son statut social féminin, lui donnent l'occasion de développer un point de vue qui se distingue des récits de voyage précédents des hommes. 
Elle décrit ainsi son mode de vie et celui des femmes qui l'entourent, sans jugement, voire avec de l'admiration. En les comparant avec la vie anglaise, elle remet en question certaines idées orientalistes. En effet, elle met en valeur l'indépendance économique des femmes ou le voile comme symbole de liberté. Le texte devient alors un plaidoyer pour l'émancipation des femmes anglaises selon le modèle des femmes ottomanes. 
Il faut toutefois nuancer les propos de Mary Wortley Montagu en rappelant que les sérails, notamment, étaient des lieux d'asservissement des femmes, considérées comme des esclaves au service du sultan.  